# Codal
Codal ist eine Gemeinde (Freguesia) im portugiesischen Kreis Vale de Cambra. In ihr leben 946 Einwohner (Stand 30. Juni 2011).